# 李彬山
李彬山（1912年—1995年），中国人民解放军将领、中国人民解放军开国少将。
曾任中国人民志愿军24军副政委兼政治部主任。1955年，授予中国人民解放军少将。